# Tom Dumoulin
Tom Dumoulin (n. 11 noiembrie 1990, Maastricht, Țările de Jos) este un ciclist neerlandez, profesionist din 2012 și în prezent membru al Team Jumbo-Visma. În 2017, a devenit primul neerlandez care a câștigat Turul Italiei. Specialist al probei contra-cronometru, a devenit campion mondial la această disciplină în 2017, este triplu campion al Țărilor de Jos (2014, 2016 și 2017), vicecampion olimpic (2016) al probei de contra-cronometru și campion mondial al aceleiași probe pe echipe în 2017 cu Sunweb. A câștigat etape în toate cele trei mari tururi, în 2018 a terminat pe locul al doilea în Turul Franței și în Turul Italiei. La Jocurile Olimpice din 2020 a câștigat medalia de argint.

## Rezultate în Marile Tururi

### Turul Franței
5 participări
- 2013: locul 41
- 2014: locul 33
- 2015: abandon în etapa a 3-a
- 2016: abandon în etapa a 3-a, câștigător al etapelor a 9-a și a 13-a
- 2018: locul 2, câștigător al etapelor a 20-a

### Turul Italiei
4 participări
- 2016 : abandon în etapa a 11-a, câștigător al primei etape,  purtător al tricoului roz pentru șase zile
- 2017 :  Câștigătorul clasamentului general, câștigător al etapelor a 10-a și a 14-a,  purtător al tricoului roz pentru zece zile
- 2018 : locul 2, câștigător al primei etape,   purtător al tricoului roz pentru o zi
- 2019 : abandon în etapa a 5-a

### Turul Spaniei
2 participări
- 2012 : abandon în etapa a 8-a
- 2015 : locul 6, câștigător al premiului pentru combativitate, precum și a etapelor a 9-a și a 17-a,  purtător al tricoului roșu pentru șase zile